# Erla
För andra betydelser, se Erla (olika betydelser).
Erla är ett nordiskt kvinnonamn. Möjligen härstammar namnet från Erland som betyder främmande.
Den 31 december 2014 fanns det totalt 112 kvinnor folkbokförda i Sverige med namnet Erla, varav 64 bar det som tilltalsnamn.
Namnsdag: saknas.
Mellan åren 1986 och 1992 hade Erla namnsdag den 8 januari men försvann sedan ur den svenska almanackan.  

## Personer med namnet Erla
- Erla Steina Arnardóttir, isländsk fotbollsspelare
- Erla Bergendahl Hohler, norsk konsthistoriker